# باشگاه فوتبال تامسمید تاون
باشگاه فوتبال تامسمید تاون (به انگلیسی: Thamesmead Town Football Club) یک باشگاه فوتبال در شهر تامسمید، کشور انگلستان است که در سال ۱۹۶۹ میلادی تأسیس شده‌است.